# Vieuvy
Vieuvy és un municipi francès situat al departament de Mayenne i a la regió de País del Loira. L'any 2007 tenia 121 habitants.

## Demografia

### Població
El 2007 la població de fet de Vieuvy era de 121 persones. Hi havia 44 famílies de les quals 8 eren unipersonals (4 homes vivint sols i 4 dones vivint soles), 24 parelles sense fills, 8 parelles amb fills i 4 famílies monoparentals amb fills.
La població ha evolucionat segons el següent gràfic:
Habitants censats

### Habitatges
El 2007 hi havia 77 habitatges, 51 eren l'habitatge principal de la família, 17 eren segones residències i 10 estaven desocupats. Tots els 76 habitatges eren cases. Dels 51 habitatges principals, 44 estaven ocupats pels seus propietaris, 6 estaven llogats i ocupats pels llogaters i 1 estava cedit a títol gratuït; 2 tenien dues cambres, 4 en tenien tres, 10 en tenien quatre i 35 en tenien cinc o més. 45 habitatges disposaven pel capbaix d'una plaça de pàrquing. A 27 habitatges hi havia un automòbil i a 19 n'hi havia dos o més.

### Piràmide de població
La piràmide de població per edats i sexe el 2009 era:
| Homes | Edats   | Dones |
| ----- | ------- | ----- |
| 0     | 95 o +  | 0     |
| 0     | 90 a 94 | 0     |
| 4     | 85 a 89 | 4     |
| 4     | 80 a 84 | 4     |
| 0     | 75 a 79 | 4     |
| 4     | 70 a 74 | 0     |
| 4     | 65 a 69 | 4     |
| 4     | 60 a 64 | 4     |
| 8     | 55 a 59 | 0     |
| 0     | 50 a 54 | 8     |
| 16    | 45 a 49 | 4     |
| 4     | 40 a 44 | 4     |
| 4     | 35 a 39 | 4     |
| 0     | 30 a 34 | 0     |
| 4     | 25 a 29 | 0     |
| 0     | 20 a 24 | 4     |
| 4     | 15 a 19 | 4     |
| 0     | 10 a 14 | 0     |
| 0     | 5 a 9   | 0     |
| 0     | 0 a 4   | 4     |

## Economia
El 2007 la població en edat de treballar era de 61 persones, 47 eren actives i 14 eren inactives. De les 47 persones actives 45 estaven ocupades (24 homes i 21 dones) i 2 estaven aturades (1 home i 1 dona). De les 14 persones inactives 10 estaven jubilades, 3 estaven estudiant i 1 estava classificada com a «altres inactius».

### Ingressos
El 2009 a Vieuvy hi havia 51 unitats fiscals que integraven 126 persones, la mediana anual d'ingressos fiscals per persona era de 13.243,5 €.

### Activitats econòmiques
Dels 4 establiments que hi havia el 2007, 1 era d'una empresa de construcció, 1 d'una empresa financera i 2 d'empreses de serveis.
Dels 2 establiments de servei als particulars que hi havia el 2009, 1 era un paleta i 1 lampisteria.
L'any 2000 a Vieuvy hi havia 27 explotacions agrícoles que ocupaven un total de 784 hectàrees.

## Poblacions més properes
El següent diagrama mostra les poblacions més properes.